# Contea di San Juan (Utah)
La contea di San Juan, in inglese San Juan County, è una contea dello Stato dello Utah, negli Stati Uniti. Il capoluogo è Monticello.

## Geografia fisica
La contea è ubicata nella parte a sud-est dello Utah e con i suoi 20.547 km² (292 km² di acque territoriali pari al 1,42% del totale) è la contea più grande dello Stato; al 2010 la popolazione ammontava a 14.746 abitanti con una densità di appena 2 ab/km².
Dal punto di vista fisico, la contea si trova nella regione geografica dell'Altopiano del Colorado. I fiumi Colorado e San Juan hanno eroso il terreno creando canyon profondi. Parte dell'area del Lago Powell si trova nella parte orientale della contea.
Grazie al panorama spettacolare, oggi il turismo è una delle risorse economiche più promettenti. Tra le aree protette e di interesse troviamo il parco statale di Goosenecks, il monumento nazionale di Hovenweep, la Monument Valley e la Navajo Mountain.
Parte della Nazione Navajo si trova in questa contea. Nell'angolo sud-est della contea si trova il  monumento dei Quattro Angoli, unico luogo negli Stati Uniti dove si incontrano quattro Stati: Utah, Colorado, Arizona e Nuovo Messico.
Il capoluogo di contea è la città di Monticello, la città più popolosa è invece Blanding. 

### Contee confinanti
- Contea di Grand - nord
- Contea di Mesa (Colorado) - nord-est
- Contea di Montrose (Colorado) - nord-est
- Contea di San Miguel (Colorado) - est
- Contea di Dolores (Colorado) - est
- Contea di Montezuma (Colorado) - est
- Contea di San Juan (Nuovo Messico) - sud-est
- Contea di Apache (Arizona) - sud
- Contea di Navajo (Arizona) - sud
- Contea di Coconino (Arizona) - sud-ovest
- Contea di Kane - ovest
- Contea di Garfield - ovest
- Contea di Wayne - ovest
- Contea di Emery - nord-ovest

## Storia
L'area fu abitata dagli Anasazi fino a circa il 1300 a.C.. I Navajo oggi abitano principalmente la zona tra il fiume San Juan e l'Arizona.
La contea fu fondata nel 1880. Il nome della contea deriva dal fiume omonimo a sua volta chiamato così dagli esploratori spagnoli in onore di San Giovanni.

## Comuni

### Cities
- Blanding
- Monticello (capoluogo)

### Towns
- Bluff

### Census-designated places
- Aneth
- Halchita
- Halls Crossing
- La Sal
- Mexican Hat
- Montezuma Creek
- Navajo Mountain
- Oljato-Monument Valley
- Spanish Valley
- Tselakai Dezza
- White Mesa